# SeaWorld San Antonio
 (décembre 2015).
Si vous disposez d'ouvrages ou d'articles de référence ou si vous connaissez des sites web de qualité traitant du thème abordé ici, merci de compléter l'article en donnant les références utiles à sa vérifiabilité et en les liant à la section « Notes et références ».
SeaWorld San Antonio est un parc à thème américain situé à San Antonio, au Texas. Il est dirigé par le groupe SeaWorld Parks & Entertainment, détenu par la banque américaine Blackstone.

## Historique
SeaWorld San Antonio (d'abord connu sous le nom SeaWorld of Texas) fut développé par Harcourt, Brace & Jovanovich (maintenant Harcourt Trade Publishers) et ouvrit en 1988. Le parc fut construit avec 170 millions de dollars et reçu 3.3 millions de visiteurs durant ses douze premiers mois d'opération.
En 1989, Harcourt, Brace, & Jovanovich (contraint par des problèmes financiers) vendit SeaWorld ainsi que le terrain prévu pour Boardwalk and Baseball theme parks à Anheuser-Busch. Le projet du parc adjacent sur le baseball fut rapidement abandonné par les nouveaux propriétaires.
Le 26 novembre 1988, le parc célébra la naissance du premier bébé orque de SeaWorld San Antonio. Baptisée Kayla, son nom de scène est "Baby Shamu" en hommage à la mascotte du parc.
Sous l'œil neuf de Anheuser-Busch, le parc se modifie considérablement. Les attractions peu populaires comme Texas Walk ou U.S. Map Plaza et Circle of Flags furent supprimées et remplacées par d'autres dont le Clydsedales.
Le côté éducatif fut atténué pour laisser plus de place aux loisirs avec l'ajout d'attractions et en 1993 d'un parc aquatique (Lost Lagoon water park). En 1997, le parc accueille son premier parcours de montagnes russes ; Great White.

## Les attractions

### Montagnes russes
| Nom                              | Type                        | Constructeur                 | Année |
| -------------------------------- | --------------------------- | ---------------------------- | ----- |
| Great White                      | Montagnes russes inversées  | Bolliger & Mabillard         | 1997  |
| Journey to Atlantis              | Montagnes russes aquatiques | Mack Rides                   | 2007  |
| Wave Breaker: The Rescue Coaster | Montagnes russes lancées    | Intamin                      | 2017  |
| Steel Eel                        | Montagnes russes en métal   | D. H. Morgan Manufacturing   | 1999  |
| Texas Stingray                   | Montagnes russes en bois    | Great Coasters International | 2020  |

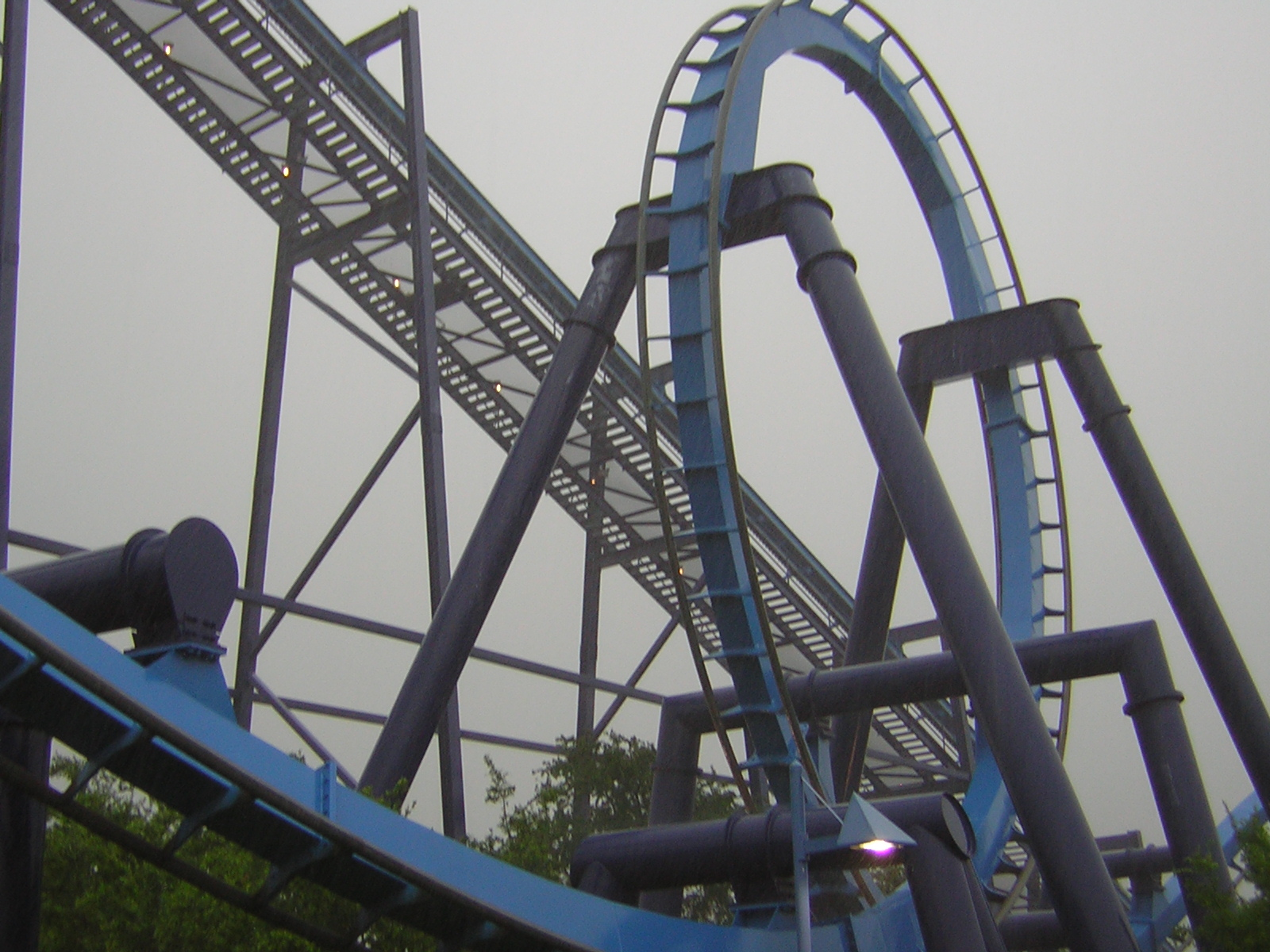
Great White.
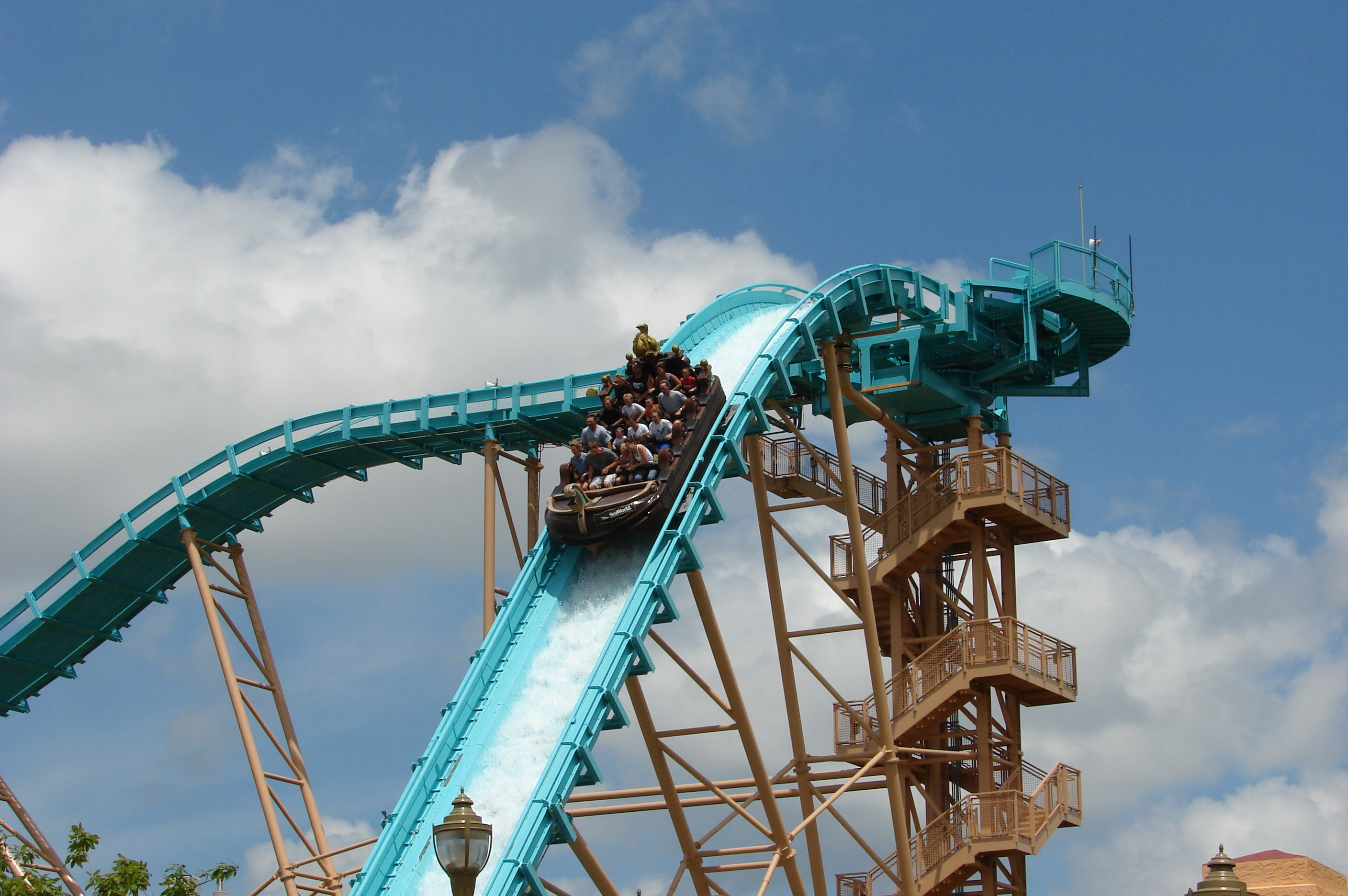
Journey to Atlantis.
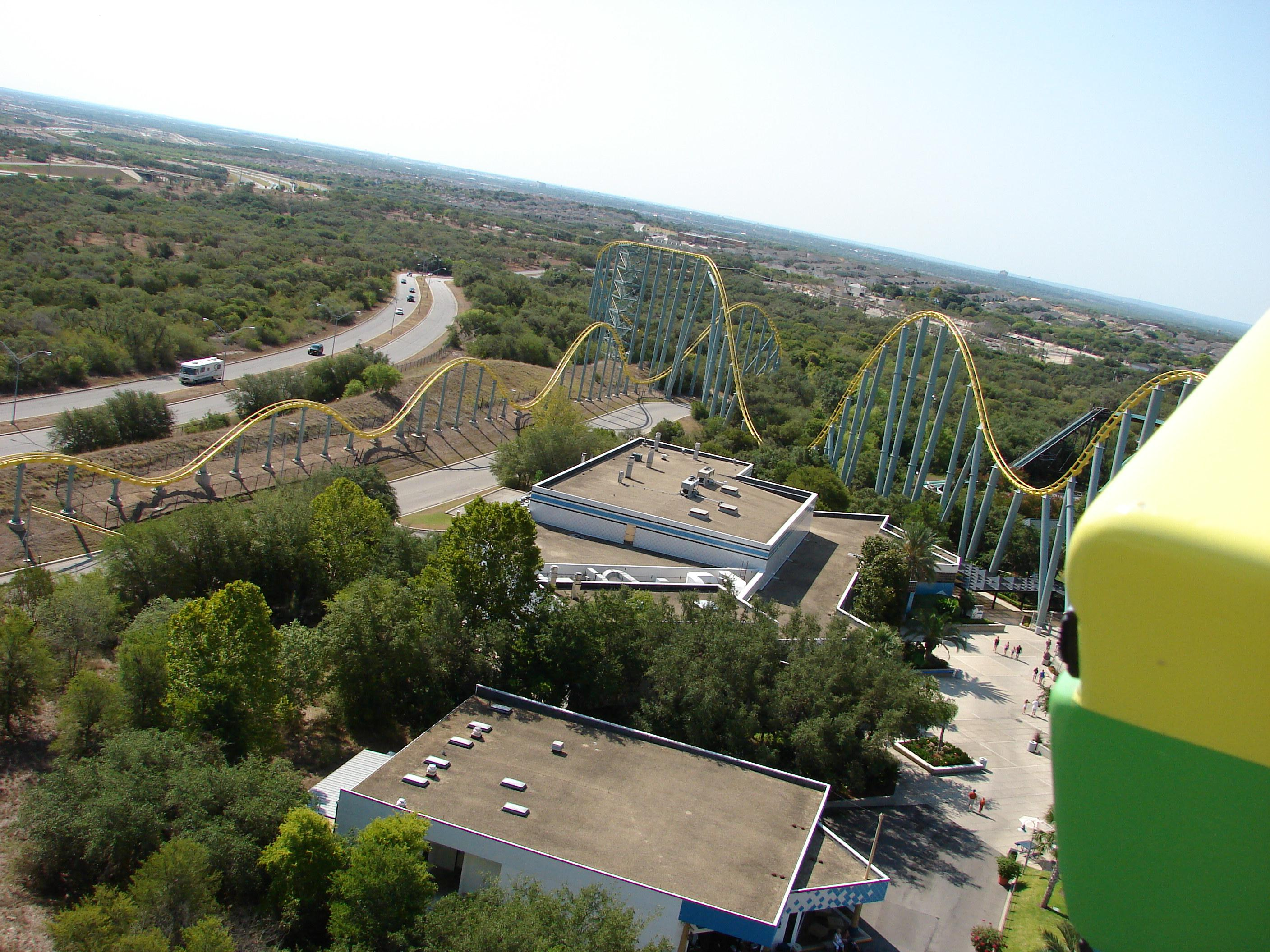
Steel Eel.

### Autres attractions
- Abby Cadabby's Rocking Wave - Rockin' Tug de Zamperla
- Big Bird's Spinning Reef - Mini grande roue, anciennement Pete's Pinwheel
- Boardwalk Games Center - Jeux d'arcades
- Elmo's Dolphin Dive - Tour de chute junior, anciennement Jumpin' Jungle
- Grover's Round-Up - Carrousel
- Little Bird’s Splash -  Aire de jeux aquatiques avec jets d'eau, geysers
- Rio Loco - Rivière rapide en bouées d'Intamin (1991)
- Sea Star Theater - Cinéma 4D
- Sesame Street Bay of Play - Aire de jeux pour enfants sur les personnages de Sesame Street
- Tidal Surge - Screamin' Swing de S&S - Sansei Technologies (2022)

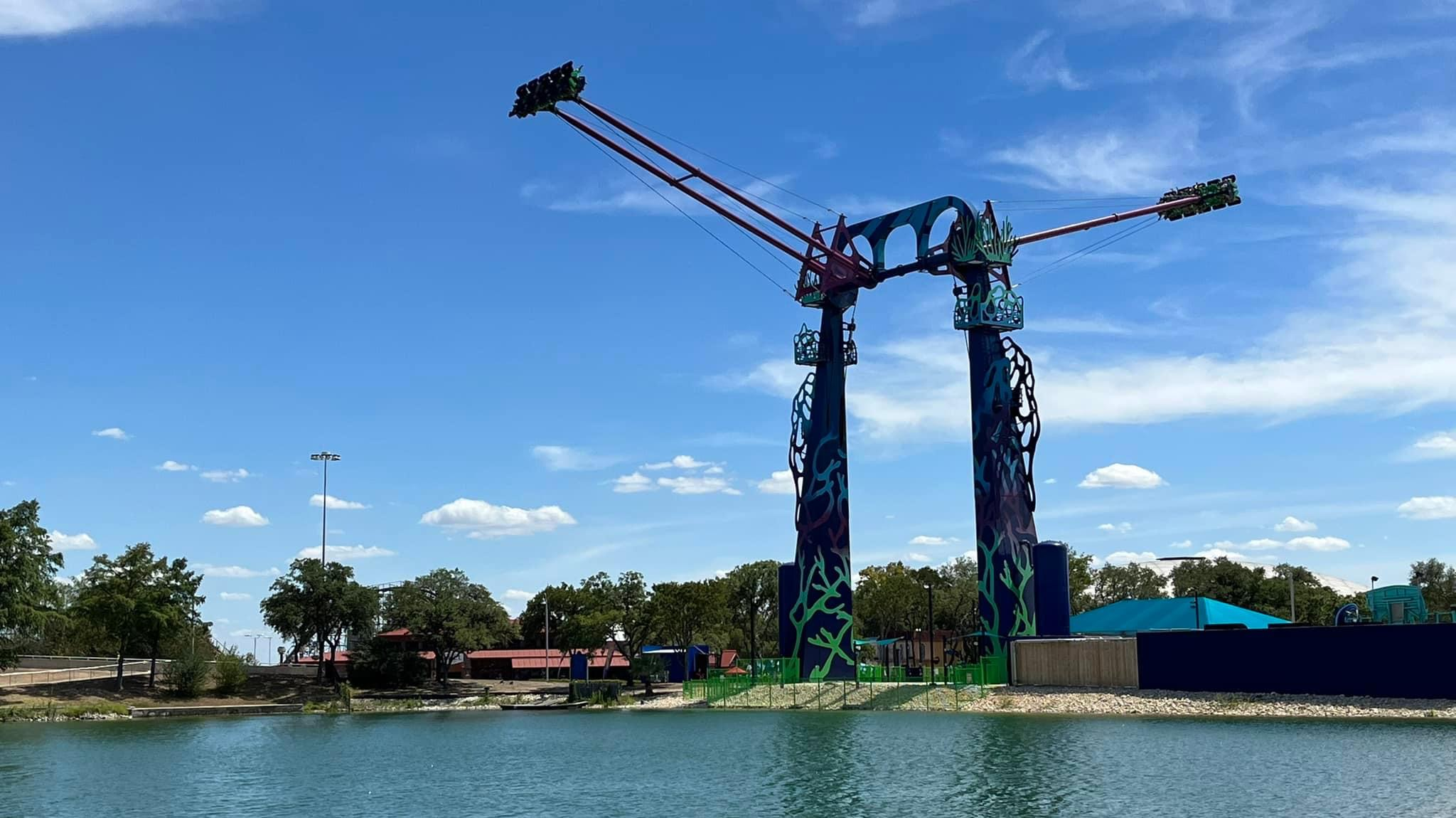
Tidal Surge

## Spectacles et animations
(décembre 2015).

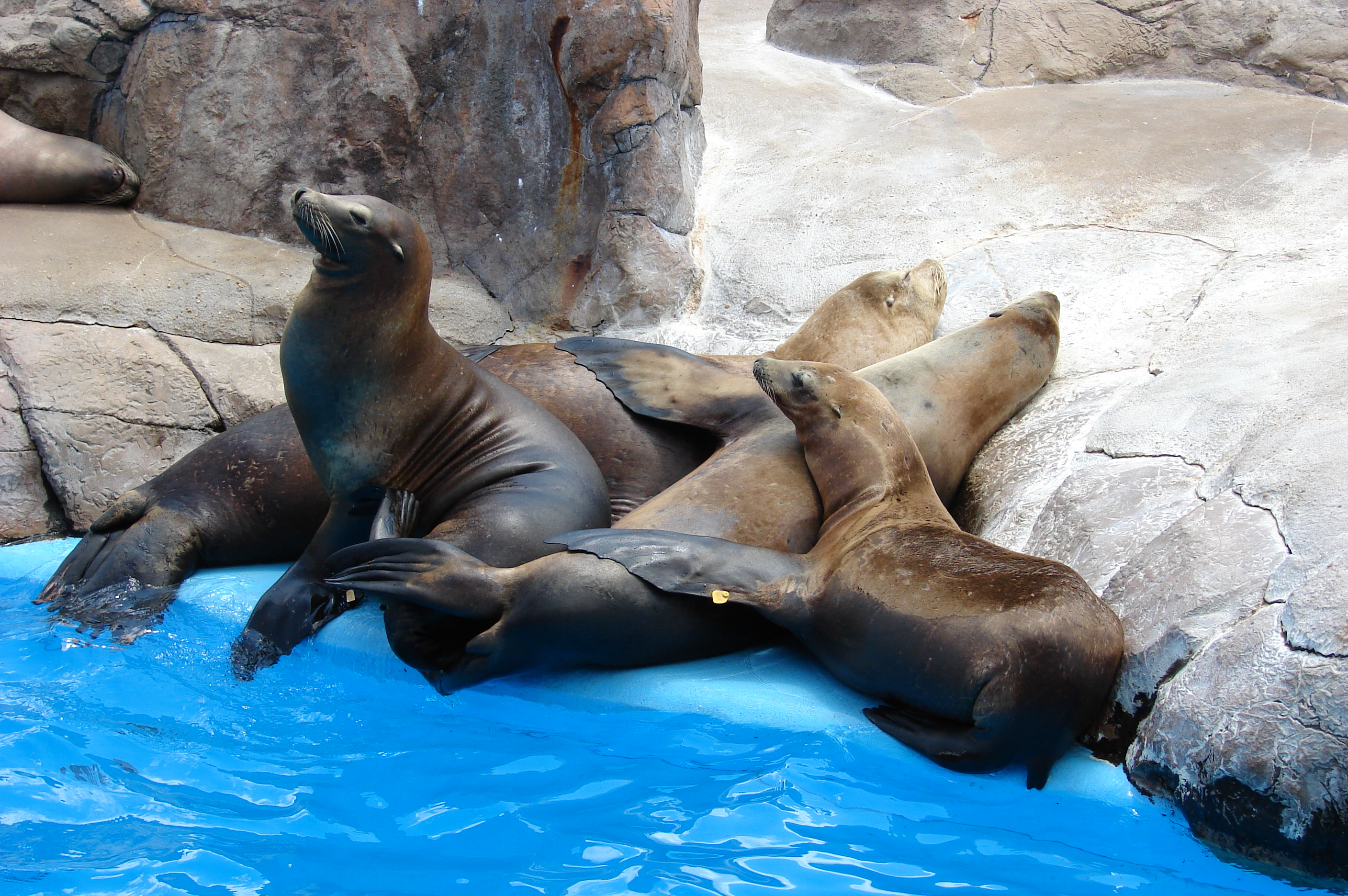
Groupe d'otaries de Californie.

- Orca Encounter présenté au "Shamu Stadium" le spectacle du parc présente l'orque Shamu, mascotte du parc. Il y a 5 orques au Seaworld San Antonio : Kyuquot (32 ans), Tuar (24 ans), Takara (32 ans), Sakari (13 ans) et Kamea (10 ans).

- The Cannery Row Caper présente un spectacle de dressage d'otaries sur ton humoristique.
- Rockin' Ski Party présente un spectacle de ski nautique et de jet ski.
- Ocean Discovery est un spectacle pédagogique présentant les comportements naturels des dauphins à flancs blancs du Pacifique et des Bélugas.

- Aviary Habitats - Découverte des variétés d'oiseaux allant du flamant rose aux canards, aux oies jusqu'au autres type d'oiseaux présent en amérique.
- Clydesdale Hamlet - Écuries présentant des chevaux de trait de race Clydesdale.
- Dolphin Cove - Espace réservé à la présentation des grand dauphins avec possibilité pour les visiteurs de les nourrir et de les caresser.
- Penguin Encounter - Présentation de plus de 200 manchots et d'autres variétés d'oiseaux de l’Antarctique.
- Seal And Sea Lion Community - Présentation de plusieurs espèces de pinnipèdes (otaries, lions de mer, morses, loutres…)
- Sharks/The Coral Reef - Présentation d'espèces exotiques tels que les raies, les anguilles, des poissons tropicaux et des requins.

En juillet 2015, un bébé béluga né prématurément meurt quelques jours après sa naissance. En novembre c'est Stella, un béluga de 2 ans, qui décède d'un trouble gastro-intestinal. En décembre, Unna une orque femelle de 18 ans décède d'une infection urinaire à Candida.
En 2020 le parc possède :
10 bélugas : Crissy (F), Martha (F), Naluark (M-31 ans), Luna (F-19 ans), Atla (F-9 ans), Pearl (F-9 ans), Samson (M-6 ans), Kenai (M-3 ans), Innik (M-2 ans) et Tyonek (M-2 ans).
19 grands dauphins : Notchfin (F-48 ans), Yoyo (F-36 ans), Mattie (F-25 ans), Ripley (F-24 ans), Fathom (M-21 ans), Brady (M-20 ans), Nikki (F-19 ans), Sadie (F-18 ans), Alice (F-15 ans), Cisco (M-13 ans), Neelee (F-10 ans), Capri (F-9 ans), Blyss (F-8 ans), Koko (F-8 ans), Haven (F-7 ans), Yuri (F-6 ans), Zip (M-4 ans), Rimmy (F) et Cooper (F-9 mois).
5 orques : Takara (F-28 ans), Kyuquot (M-28 ans), Tuar (M-20 ans), Sakari (F-10 ans) et Kamea (F-6 ans).
5 dauphins à flancs blancs du Pacifique : Betty (F), Avalon (F-20 ans), Hailey (F-20 ans), Ohana (F-13 ans) et Bolt (M-10 ans).

## Le parc aquatique
Lost Lagoon est un parc aquatique ajouté à SeaWorld San Antonio en 1993. En 2012, il est transformé pour devenir Aquatica Texas avec de nouveaux toboggans, un tunnel avec un aquarium sur le parcours de la lazy river, présence d'animaux marins… On y trouvait jusqu'alors :
- Activity Pool
- Buckaroo Mountain
- Castaway Cruisin'
- Lil' Gators Lagoon
- Sky Tubin'
- Splash Attack
- Wave Wash Pool
- Sidewinders